# Campagne de vaccination contre la Covid-19 au Bénin
Pour un article plus général, voir Pandémie de Covid-19 au Bénin.

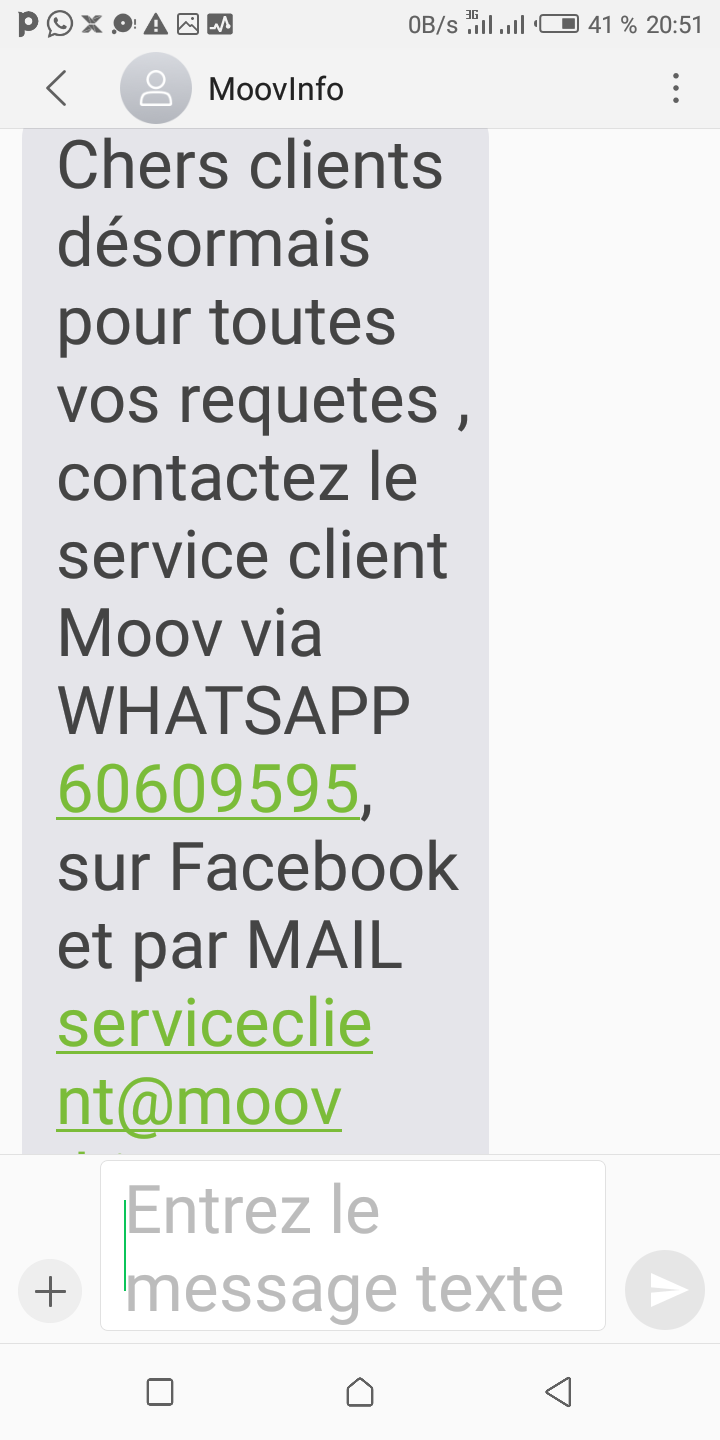
COVID-19 au Bénin, SMS d'alerte pour s'informer gratuitement au Bénin

La campagne de vaccination contre la Covid-19 au Bénin est lancée officiellement le 29 mars 2021 au palais des congrès de Cotonou, présidée par Benjamin Hounkpatin, ministre béninois de la Santé, qui prend la première dose du vaccin AstraZeneca /Oxford (SII/COVISHIELD) le même jour. Il est suivi par d'autres officiels du gouvernement et ceux des Nations unies présents.

## Historique de la campagne de vaccination
Dans le cadre de la gestion de la campagne du Bénin, 78 sites sont identifiés sur toute l'étendue du territoire national pouvant accueillir les personnes répondant aux critères de cette première phase de vaccination.
Le lundi 29 mars 2021, le ministre de la santé Benjamin Hounkpatin est le premier à s'être administré sa première dose ainsi que d'autres membres du gouvernement afin de montrer l'exemple à suivre au peuple, et reçoit la seconde dose le mardi 1er juin 2021 même lieu.

### Critères de la première phase de vaccination.
Les personnes à risque sont le personnel de santé, les personnes âgées de plus de 60 ans et les personnes vivant avec des comorbidités telles que le diabète, l'asthme, la drépanocytose, l'hypertension artérielle, ou les maladies cardiovasculaires.
Le mercredi 10 mars 2021, le Bénin reçoit  son premier lot de 144.000 doses de vaccins AstraZeneca et 203 000 doses du vaccin CoronaVac. C'est grâce au dispositif Covax créé par l’Organisation Mondiale de la Santé (OMS) au bénéfice des pays les plus démunis en ce moment où une réticence s'observe dans le rang de la population qui peine à aller se faire vacciner malgré les 6338 cas confirmés et 81 décès selon les statistiques du gouvernement,,.
Le lundi 26 juillet 2021, le gouvernement du Bénin procède à la réception de 302.400 doses de vaccin Covid-19 Johnson & Johnson du gouvernement américain.